# Luísa Carolina Radziwiłł
Luísa Carolina Radziwiłł (Königsberg, 27 de fevereiro de 1667 – Brzeg, 25 de março de 1695) foi uma princesa polaco-lituânia e marquesa de Brandemburgo e eleitora-condessa palatina de Neuburgo.
Luísa casou-se duas vezes:
- 7 de janeiro de 1681 com Luís de Brandemburgo.

- 10 de agosto de 1688 com Carlos III Filipe, Eleitor Palatino. Tiveram três filhas:
  - Leopoldina Leonor
  - Maria Ana
  - Isabel Augusta Sofia